# Елтон
Елтон да Силва Аруда (порт. Helton da Silva Arruda; 18. мај 1978), познатији као Елтон, бивши је бразилски фудбалер који је играо на позицији голмана. Тренутно ради као фудбалски тренер.
Био је члан омладинске школе Васко да Гаме, за чији је сениорски тим касније играо. Почетком 2003. године отишао је у Португалију где је потписао уговор са Леиријом где је провео три сезоне. Након тога, Елтон прелази у Порто где је провео 11 сезона, и за то време освојио седам пута Прву лигу Португалије, четири пута Куп Португалије и једну Лигу Европе. У Порту је и завршио каријеру 2016. године.
За репрезентацију Бразила одиграо је три утакмице, а наступао је на Светском првенству до 20 година 1997. и на Летњим олимпијским играма 2000.

## Статистика каријере

### Репрезентативна
| Бразил | Бразил   | Бразил |
| Година | Утакмице | Голови |
| ------ | -------- | ------ |
| 2006   | 1        | 0      |
| 2007   | 2        | 0      |
| Укупно | 3        | 0      |

## Успеси

### Клупски
Васко да Гама
- Серија А Бразила: 2000.
- Куп Меркосур: 2000.

Порто
- Прва лига Португалије: 2005/06, 2006/07, 2007/08, 2008/09, 2010/11, 2011/12, 2012/13.
- Куп Португалије: 2005/06, 2008/09, 2009/10, 2010/11.
- Суперкуп Португалије: 2006, 2009, 2010, 2011, 2012, 2013.
- УЕФА Лига Европе: 2010/11.
- Лига куп Португалије: финалиста 2012/13.
- УЕФА суперкуп: финалиста 2011.

### Репрезентативни
Бразил
- Копа Америка: 2007.

### Индивидуални
- Голман године Прве лиге Португалије: 2010/11, 2012/13.